# Feihyla hansenae
Feihyla hansenae е вид жаба от семейство Rhacophoridae.

## Разпространение
Този вид е разпространен в Тайланд.